# Gornji Šepak
Gornji Šepak (cyr. Горњи Шепак) – wieś w Bośni i Hercegowinie, w Republice Serbskiej, w mieście Zvornik. W 2013 roku liczyła 895 mieszkańców.